# Xã Grove, Quận Jasper, Illinois
Xã Grove (tiếng Anh: Grove Township) là một xã thuộc quận Jasper, tiểu bang Illinois, Hoa Kỳ. Năm 2010, dân số của xã này là 618 người.